# Valentín Aramburu
Valentín Aramburu (Tinogasta, ca. 1790 - La Rioja, 10 de octubre de 1853) fue un hacendado y político argentino, que ejerció como gobernador de la Provincia de Catamarca entre 1833 y 1834.
En su juventud y primera madurez ejerció algunos cargos públicos en el oeste provincial, en especial de Tinogasta y muy respetado entre las filas federales. La legislatura lo designó como gobernador el 6 de mayo de 1833 para completar el periodo del recién fallecido Figueroa.
Fue nombrado por presión del coronel Felipe Figueroa tras el fallecimiento de su padre, Marcos Antonio Figueroa; nombró ministro de gobierno a Manuel Navarro.
Figueroa contaba con hacer de Aramburu su dependiente, pero este mostró un carácter más independiente de lo que se esperaba. De modo que Figueroa —comandante general de Armas de la Provincia — pronto intentó expulsarlo del gobierno: la noche del 11 de junio de 1833, la casa de Aramburu fue asaltada por partidarios de Figueroa. El gobernador fue llevado preso hacia el norte, a Choya, pero la Legislatura se negó a nombrarle un reemplazante. De modo que fue liberado por sus partidarios y regresó a la capital, donde la Legislatura suprimió por ley por el cargo de comandante general, para impedir que el suceso se repitiera. Debido a las heridas sufridas en el atentado, la Sala de Representantes designó gobernador provisorio a Francisco Antonio de Segura, quien encomendó al Licenciado Don Pío Isaac de Acuña que instruyera un sumario hasta dar con los responsables. El sumario, elevado a Aramburu que había vuelto a sus funciones, acusó como reos a Pedro Giménez y a Dionisio y Julian Romay, y como instigador de la fallida revolución a Felipe Figueroa. Ese resultado  ofuscó a Facundo Quiroga, quien en esos días le escribió a Acuña una recordada carta en la se refiere a sus ideas sobre la organización nacional. Más tarde, hostigado por Figueroa, Valentin Aramburu nombró gobernador sustituto a don Pío Isaa Acuña y le dijo a Quiroga "mi sustituto Acuña expresa mis ideas, sentimientos y voluntad". Pero Figueroa mantuvo su poder militar y presionó a la Legislatura, que el 20 de abril de 1834 finalmente destituyó a Aramburú con el argumento de que toleraba a los unitarios y había levantado las proscripciones que pesaban sobre varios de ellos.
La Legislatura designó como su sucesor al presbítero Pedro Alejandrino Zenteno, que —argumentando por su carácter religioso— estaba impedido de actuar en política, presentó la renuncia; no le fue aceptada, y ejerció como gobernador durante 37 días, tras de los cuales también fue depuesto por Figueroa, que por medio de un plebiscito hizo elegir gobernador a Manuel Navarro.
Aramburu se trasladó a la La Rioja, y durante el gobierno de Tomás Brizuela fue secretario de la Legislatura de esa provincia.
Murió el 10 de octubre de 1853. Una calle de la capital catamarqueña lleva su nombre.